# Constance Applebee
Constance M. K. Applebee (ur. 24 lutego 1873 w Chigwell, Essex, zm. 21 stycznia 1981 w Burley, Anglia), angielska działaczka sportowa, działająca w USA.

## Życiorys
Studiowała w British College of Physical Education w Londynie. Podczas pobytu na seminarium na Harvardzie zaprezentowała w USA kobiecą odmianę hokeja na trawie. Współtworzyła podstawy funkcjonowania tego sportu w USA, brała udział w powołaniu Amerykańskiego Stowarzyszenia Hokeja na Trawie (United States Field Hockey Association, 1922); później otrzymała honorowe członkostwo federacji. Pod tą nazwą stowarzyszenie aż do 1993 zajmowało się jedynie rozgrywkami kobiecymi, istniał odrębny związek hokeja na trawie mężczyzn; od 1993 Amerykańskie Stowarzyszenie Hokeja na Trawie kieruje zarówno sportem kobiecym, jak i męskim.
Przez wiele lat Applebee kierowała sekcją wychowania fizycznego w Bryn Mawr College. Była współzałożycielką i redaktorem naczelnym pisma "The Sportswoman". W 1923 założyła ośrodek hokejowy w Mt. Pocono. Podczas II wojny światowej kierowała akcją zbierania funduszy na zakup karetek potrzebnych w Anglii.
Zmarła w domu opieki Ashley Lodge Nursing Home w wieku niemal 108 lat. Przyczyną śmierci było zapalenie płuc.

## Nagrody i odznaczenia
W 1980 roku otrzymała nagrodę za zasługi od Association of Intercollegiate Athletics for Women. W 1991 roku Applebee została uhonorowana przez Międzynarodową Galerię Sław Sportu Kobiet za jej wpływ na historię lekkoatletyki.